# Julio César Falcioni
Julio César Falcioni (ur. 20 lipca 1956 w Buenos Aires) – argentyński piłkarz, grający podczas kariery na pozycji bramkarza.

## Kariera klubowa
Julio César Falcioni rozpoczął karierę w stołecznym Vélez Sársfield w 1976. W 1981 przeszedł do kolumbijskiego klubu América Cali. Z Amériką pięciokrotnie z rzędu zdobył mistrzostwo Kolumbii w latach 1982-1986. Na arenie międzynarodowej trzykrotnie z rzędu dotarł do finału Copa Libertadores w 1985-1987 (Falcioni wystąpił we wszystkich spotkaniach finałowych). W 1990 powrócił do Argentyny, gdzie został zawodnikiem Gimnasii La Plata. W 1991 powrócił do Kolumbii, gdzie krótko występował w Once Caldas.
W tym samym roku powrócił do Vélez Sársfield, w którym wkrótce zakończył karierę. W lidze argentyńskiej w latach 1976-1980 i 1990-1991 rozegrał 268 spotkań. W lidze kolumbijskiej w latach 1981-1991 rozegrał 380 spotkań, w których zdobył 5 bramek.

## Kariera reprezentacyjna
Jedyny raz reprezentacji Argentyny Falcioni wystąpił 9 marca 1989 w przegranym 0-1 towarzyskim meczu z Kolumbią.
W tym samym roku wystąpił w turnieju Copa América, na którym Argentyna zajęła trzecie miejsce. Na turnieju w Brazylii Falcioni był rezerwowym i nie wystąpił w żadnym meczu.

## Kariera trenerska
Zaraz po zakończeniu kariery piłkarskiej Falcioni został trenerem. Karierę trenerską rozpoczął w Vélez Sársfield w 1998. Potem trenował Olimpo Bahía Blanca, CA Banfield, Independiente, CA Colón czy Gimnasię La Plata. W 2009-2010 ponownie trenował Banfield, z którym zdobył pierwsze w jego historii mistrzostwo Argentyny Apertura 2009. 
Pod koniec 2010 opuścił Banfield by zostać trenerem Boca Juniors. Z Boca zdobył mistrzostwo Argentyny Apertura 2011 oraz Copa Argentina w 2012. W tym samym roku dotarł do finału Copa Libertadores, w którym Boca Juniors uległo brazylijskiemu Corinthians Paulista.